# Epifysen
 Denne artikel bør gennemlæses af en person med fagkendskab for at sikre den faglige korrekthed.

 "Epifysen" omdirigeres hertil. For den anden betydning, se Koglekirtel.
Epifysen er rørknoglens ende. Det vil sige, at der er altid to. Den ligger ud mod metafysen og danner sammen med den rammen om diafysen.
Epifyserne består af et fint netværk af knogleceller, som danner en svampeagtig substans (lat. Substantia spongiosa).
Helt op til en alder af 13-19 år er epifyserne ikke sammenvokset med diafysen endnu.
De kan således i biologisk antropologi bruges til aldersbestemmelse af et skelet.
| Anatomi | Spire Denne artikel om anatomi er en spire som bør udbygges. Du er velkommen til at hjælpe Wikipedia ved at udvide den. |